# Mickey Curry
Mickey Timothy Curry, músico estadounidense nacido el 10 de junio de 1956 en New Haven.

## Biografía
Baterista profesional, perteneciente a la banda del roquero canadiense Bryan Adams.
Talentoso músico, comenzó su carrera como baterista desde los 11 años de edad, tocando en bandas locales, e inspirado sobre todo en sus bateristas favoritos, Jeff Porcaro, Steve Gadd y Jim Gordon. Comenzó estudiando batería en la escuela, allí, aprendió de la mano de un gran baterista llamado Nick Forte, quien, fuera de enseñarle a tocarla y de dar clases a varios alumnos, también le enseñó a Mickey como debía escoger su equipo. En aquel entonces se empezó a reflejar sus principales influencias: los bateristas Ringo Starr y John Bonham hasta Chicago’s Danny Seraphine, y, por influencia de sus hermanos mayores, R’n’B de Marvin Gaye, Otis Redding y James Brown. A los 13 años de edad, cuando por fin logró consolidar una banda junto a dos de sus hermanos (llamada "The Rack"), empezó a tomar más en serio de que lo que realmente quería para su vida era formarse como músico profesional. Luego, Mickey se integró a una academia musical, en la cual no estaría por mucho tiempo, por el hecho de que no era muy paciente para la rutina académica. Su primera grabación en estudio fue hecha a la edad de 17 años, cuando se integró a una banda conocida como Scratch Band. Trabajo, alrededor de 1980, con varias bandas locales, y su primeras experiencias y trabajos en grabación continuaron en Nueva York. Por casualidades de la vida, en aquellos días Mickey se encontró en una ruta de tren al magnate de la música Tony Mottola, quien le presentó al gran productor Bob Clearmountain. Maravillado por el talento que Mickey expresaba a la hora de tocar, Clearmountain le pidió que participara en la grabación de un nuevo álbum que una joven promesa del rock de Canadá estaba a punto de grabar. Así fue como Mickey conoció a Bryan Adams, y grabó junto al "You want It, You Got It". En la actualidad, Mickey es baterista oficial en la banda de Bryan Adams y, junto al guitarrista Keith Scott, son la mano derecha del roquero canadiense.
Grandes bandas con las que Mickey trabajo fueron con Hall & Oates (con la que estuvo de tour en un periodo de 1980 a 1986) y The Cult (participó en la grabación de un nuevo álbum que la banda proyectaba en 1989, llamado "Sonic Temple", el cual vendió más de tres millones de copias solo en los Estados Unidos). Finalmente Mickey decidió en esos tiempos quedarse definitivamente en la banda de Bryan Adams, puesto que, como el mismo comenta, es ahí donde obtiene el sonido que más le gusta, tanto en estudio como en vivo.

## Musicalmente
Mickey ha desarrollado un amplio margen de desarrollo en cuanto a la hora de tocar se refiere: figura mucho la presencia de brillos constantes, redobles, y la utilización de varios elementos, (como las escobillas) para cada una de las canciones de Bryan. No es usual verlo utilizando pedal doble en el bombo para acompañamientos, como muchos de sus colegas bateristas, solo lo utiliza cuando se trata de finalizar canciones, acompañado de golpes seguidos en este y redobles por doquier. En cuanto a esto último, es caracterizado por sus populares redobles de finalización de singles en vivo, que Bryan realiza a través de sus giras. Mickey tiene buen manejo de la improvisación, basta agilidad y velocidad con las baquetas y los ritmos, (esto último envidiable para muchos), maneja bien técnicas de rebote, y es exigente a la hora de escoger su equipo. Ha sido tal su estilo, forma y técnicas para tocar la batería, que muchos le consideran uno de los mejores bateristas estadounidenses. Comúnmente, prefiere las baterías marca Yamaha, y platos Zildjian (esto se puede observar en los DVD lanzados de Bryan Adams en concierto). También la evolución de su instrumento se ha visto desde 1990 hasta el periodo actual, pasando de un complejo equipo de muchos toms y dos bombos, hasta un kit más compacto pero exigente en cuanto a platillos se refiere.

## Otros proyectos
Proyectos independientes ha mantenido, como el realizado junto con Keith Scott y Mark Holden (bajista, miembro fundador, en 1980, de la banda canadiense Boulevard). Unidos, conformaron hace pocos años un nuevo grupo: The Fontanas, del cual ya tiene un disco.
- Datos: Q4348478